# Ewart Brown
Ewart Brown (1946) es un político bermudeño que ocupó el cargo de Premier de Bermudas del 30 de octubre de 2006 al 29 de octubre de 2010. Lidera el Partido Progresista del Trabajo (PLP) y es miembro del Parlamento por la circunscripción de Warwick South Central.
Asumió el puesto de Premier y el liderazgo de su partido tras derrotar a su predecesor, William Alexander Scott, en una conferencia de delegados del PLP. Brown llevó al partido a una nueva victoria electoral en 2007 consiguiendo 22 escaños por 14 del opositor Partido Bermuda Unida. En esas elecciones fue reelegido diputado obteniendo 562 votos por los 252 de Roderick Simons.
Brown ha tomado posiciones independentistas y por ello ha chocado con el gobernador, Richard Gozney, y la reina Isabel II de Inglaterra. Además la decisión del primer ministro de aceptar presos de Guantánamo sin consultar al Reino Unido también causó tiranteces entre los mandatarios ya que Gozney no aprobó la medida. En 2008 declaró que sólo deseaba permanecer en el cargo durante cuatro años y que dejaría el puesto de primer ministro en octubre de 2010. En octubre de 2010 cumplió su promesa, dimitiendo; le sustituyó Paula Cox.